# Projeto Radambrasil
O Projeto Radam (Projeto Radar da Amazônia, após 1975, Projeto RadamBrasil, também grafado em maiúsculas), operado entre 1970 e 1985 no âmbito do Ministério das Minas e Energia, foi dedicado à cobertura de diversas regiões do território brasileiro (em especial a Amazônia) por imagens aéreas de radar, captadas por avião. O uso do radar permitiu colher imagens da superfície, sob a densa cobertura de nuvens e florestas. Com base na interpretação dessas imagens foi realizado um amplo estudo integrado do meio físico e biótico das regiões abrangidas pelo projeto, que inclui textos analíticos e mapas temáticos sobre geologia, geomorfologia, pedologia, vegetação, uso potencial da terra e capacidade de uso dos recursos naturais renováveis, que até hoje é utilizado como referência nas propostas de zoneamento ecológico da Amazônia brasileira.
Em 1985, a equipe que realizou este levantamento e todo o acervo técnico foram incorporados ao Instituto Brasileiro de Geografia e Estatística (IBGE).

## Metodologia
O projeto foi iniciado com o nome de Radam, apenas, pois com o auxílio de um avião motocicleta equipado com radares.
Em julho de 1975 passou a se chamar RadamBrasil, sendo ampliado para todo o território nacional, e foi um dos maiores projetos já realizados, buscando o levantamento de recursos naturais, incluindo geologia, geomorfologia, vegetação e uso do solo. Também permitiu um maior reconhecimento do território brasileiro.
A plataforma utilizada nos dois projetos foi o avião Caravelle. A altitude média do levantamento foi de 12 km e a velocidade média da aeronave, 690 km/h. O sistema de imagens utilizado foi o GEMS (Goodyear Mapping System 1000), que opera na banda X (comprimentos de onda próximos a 3 cm e frequência entre 8 e 12,5 GHz).

## Publicações
Levantamento de recursos naturais do projeto Radam (a partir do volume 8, o projeto foi intitulado RadamBrasil):
| Volume | Identificação (Folhas da CIM - Carta Internacional do Mundo, ao Milionésimo)              | Estados brasileiros abrangidos | Área em km2 | Ano de publicação |
| ------ | ----------------------------------------------------------------------------------------- | ------------------------------ | ----------- | ----------------- |
| 01     | Parte das Folhas SC.23 Rio São Francisco e SC.24 Aracaju                                  | PI, BA, TO, MA e PE            | 219.510     | 1973              |
| 02     | Folha SB.23 Teresina e parte da Folha SB.24 Jaguaribe                                     | MA, PI, TO, CE, PE e PA        | 367.150     | 1973              |
| 03     | Folha SA.23 São Luís e parte da Folha SA.24 Fortaleza                                     | MA, PA, PI e CE                | 192.290     | 1973              |
| 04     | Folha SB.22 Araguaia e parte da Folha SC.22 Tocantins                                     | PA, TO, e MA                   | 366.830     | 1974              |
| 05     | Folha SA.22 Belém                                                                         | PA e AP                        | 284.780     | 1974              |
| 06     | Folha NA/NB.22 Macapá                                                                     | AP e PA                        | 136.450     | 1974              |
| 07     | Folha SB.21 Tapajós                                                                       | PA, AM e MT                    | 293.750     | 1975              |
| 08     | Folha NA.20 Boa Vista e parte das Folhas NA.21 Tumucumaque, NB.20 Roraima e NB.21 Tapajós | RR e AP                        | 250.740     | 1975              |
| 09     | Folha NA.21 Tumucumaque e parte da Folha NB.21                                            | PA, RR, AP e AM                | 148.550     | 1975              |
| 10     | Folha SA.21 Santarém                                                                      | PA, AM e RR                    | 295.160     | 1976              |
| 11     | Folha NA.19 Pico da Neblina                                                               | AM                             | 73.200      | 1976              |
| 12     | Folha SC.19 Rio Branco                                                                    | AC, AM e RO                    | 179.200     | 1976              |
| 13     | Folhas SB/SC.18 Javari/Contamana                                                          | AM e AC                        | 75.870      | 1977              |
| 14     | Folha SA.19 Içá                                                                           | AM                             | 179.640     | 1977              |
| 15     | Folha SB.19 Juruá                                                                         | AM e AC                        | 284.000     | 1977              |
| 16     | Folha SC.20 Porto Velho                                                                   | RO, AM e MT                    | 262.110     | 1978              |
| 17     | Folha SB.20 Purus                                                                         | AM e RO                        | 293.760     | 1978              |
| 18     | Folha SA.20 Manaus                                                                        | AM e RR                        | 295.160     | 1978              |
| 19     | Folha SD.20 Guaporé                                                                       | RO e MT                        | 70.860      | 1979              |
| 20     | Folha SC.21 Juruena                                                                       | MT,PA,AM e RO                  | 290.950     | 1980              |
| 21     | Folha SA.24 Fortaleza                                                                     | CE, PI e MA                    | 42.480      | 1981              |
| 22     | Folha SC.22 Tocantins                                                                     | TO, MT e PA                    | 290.950     | 2000              |
| 23     | Folhas SB.24/25 Jaguaribe/Natal                                                           | CE, RN, PB, PI e PE            | 306.980     | 1981              |
| 24     | Folha SD.24 Salvador                                                                      | BA e MG                        | 156.130     | 1981              |
| 25     | Folha SD.22 Goiás                                                                         | GO, MT, DF e TO                | 286.770     | 1981              |
| 26     | Folha SD.21 Cuiabá                                                                        | MT e RO                        | 286.770     | 1982              |
| 27     | Folha SE.21 Corumbá e parte da Folha SE.20                                                | MT e MS                        | 193.960     | 2010              |
| 28     | Folha SF.21 Campo Grande                                                                  | MS e PR                        | 131.980     | 1982              |
| 29     | Folha SD.23 Brasília                                                                      | BA, MG, GO, DF e TO            | 286.770     | 1982              |
| 30     | Folhas SC.24/25 Aracaju/Recife                                                            | BA, PE, AL, SE, PI e PB        | 285.400     | 1983              |
| 31     | Folha SE.22 Goiânia                                                                       | GO, MG, MS, MT, SP e DF        | 281.212     | 1983              |
| 32     | Folhas SF.23/24 Rio de Janeiro/Vitória                                                    | MG, SP, RJ e ES                | 271.380     | 1983              |
| 33     | Folha SH.22 Porto Alegre e parte das Folhas SH.21 Uruguaiana e SI.22 Lagoa Mirim          | RS e SC                        | 271.070     | 1986              |
| 34     | Folha SE.24 Rio Doce                                                                      | MG, ES e BA                    | 119.280     | 1987              |
| 35     | Folha SG.22 Curitiba, Folha SG.23 Iguape e parte da Folha SG.21 Asunción                  | PR, SC, RS, SP e MS            | 269.650     | No prelo          |
| 36     | Folha SC.23 Rio São Francisco                                                             | PI, BA, TO e MA                | 290 952     | No prelo          |
| 37     | Folha SF.22 Paranapanema                                                                  | SP, MS, PR e MG                | 274.310     | No prelo          |
| 38     | Folha SE.23 Belo Horizonte                                                                | MG, GO e DF                    | 281.210     | No prelo          |

Cada volume divide-se em cinco seções (geologia, geomorfologia, pedologia, vegetação, uso potencial da terra), e conta com os seguintes anexos:
- Mapa Geológico
- Mapa Geomorfológico
- Mapa Exploratório de Solos
- Mapa de Aptidão Agrícola dos Solos
- Mapa Fitoecológico
- Mapa de Uso Potencial da Terra

Boa parte dos trabalhos está disponível na biblioteca online do IBGE.